# 隔离开关
隔离开关(disconnect switch)，又称隔离闸刀，是一种常用的高压开关。主要用于隔离电源、倒闸操作、用以连通和切断小电流电路。
隔离开关在“分”位置时，触头间有一定的绝缘距离和明显的断开标志；在“合”位置时，需要能够承载正常回路条件下的电流及在规定时间内异常条件（例如短路）下的电流。
隔离开关有着明显可见断开点的开点，静触头和动触头一般直接暴露在空气中，不需要配置复杂的灭弧装置，可以用于通断有电压而没有负荷的电路，接通和断开空载的短线路、电压互感器及有限容量的空载变压器。
由于隔离开关没有灭弧装置，因此在开断或是关合前，電路後端須為無負載(没有电流或是接近没有电流)狀態。

## 作用
- 隔离：将需要检修的电力设备与带电的电网隔离，使维修设备和电源出现明显的断点,以保证检修人员的安全。
- 换接：主要是换接线路或是母线。
- 关合与开断：隔离开关没有灭弧装置，只能用来关合和开断电力设备或电压互感器。

## 种类
- 按安装地点不同，可以分为户外式隔离开关和户内式的隔离开关。
- 按其绝缘支柱结构的不同，可以分为单柱式隔离开关、双柱式隔离开关、三柱式隔离开关。
- 按电压等级的不同，可分为低压隔离开关和高压隔离开关。